# Ray Lunny III
Raymond Edward Lunny, III (ur. 29 czerwca 1951 w Redwood City) – amerykański bokser, amatorski oraz zawodowy mistrz Ameryki Północnej, pretendent do mistrzostwa świata kategorii superpiórkowej. Jest synem Raya Lunny'ego.

## Kariera amatorska
W 1969 roku był wicemistrzem Stanów Zjednoczonych w kategorii piórkowej. Finałowym rywalem Lunny'ego był Joe Bennett, który zwyciężył na punkty. W 1970 został mistrzem Ameryki Północnej w kategorii piórkowej. W finale mistrzostw pokonał reprezentanta Kanady Franka Scotta. W lipcu 1970 roku odniósł zwycięstwo nad Pasqualinem Morbidellim.
Karierę amatorską kontynuował do 1970 roku, w wieku 19. lat zadebiutował jako zawodowiec.

## Kariera zawodowa
W oficjalnym debiucie zawodowym, który miał miejsce 16 października 1970 roku w Inglewood, Lunny zremisował w sześciorundowym pojedynku z Vikiem Jimenezem. Głównym wydarzeniem gali był pojedynek Rubéna Olivaresa z Chuchem Castillo w walce o mistrzostwo świata WBC oraz WBA w kategorii koguciej.
Po świetnej passie bez porażki, Lunny zmierzył się 17 marca 1975 z Sammym Gossem w walce o mistrzostwo Ameryki Północnej w kategorii superpiórkowej. Lunny zwyciężył przez techniczny nokaut w ósmej rundzie, zdobywając pas. Mistrzostwo obronił 22 października 1975 roku, pokonując jednogłośnie na punkty Eduardo Santiago.
18 września 1976 roku walczył o mistrzostwo świata WBC w kategorii superpiórkowej, mając za rywala Alfreda Escalerę. Walka zakończyła się porażką Lunny'ego przez poddanie w rundzie dwunastej. Był to ostatni pojedynek Amerykanina.